# Ảo giác lưới

Một ví dụ về ảo giác lưới Hermann. Các đốm màu đậm xuất hiện tại nút giao điẻm

Ảo giác lưới là bất kỳ loại lưới nào đánh lừa tầm nhìn của một người. Trong đó hai loại ảo giác phổ biến nhất là ảo giác lưới Hermann và ảo giác lưới lấp lánh.

## Ảo giác lưới Hermann
Ảo giác lưới Hermann là một ảo giác thị giác được Ludimar Hermann báo cáo vào năm 1870. Ảo giác này biểu thị những đốm màu xám "ma quái" được nhình thấy tại các giao điểm của lưới màu trắng (hoặc màu sáng) trên nền đen. Các đốm màu xám biến mất khi nhìn thẳng vào giao điểm đó.

## Ảo giác lưới lấp lánh

Một ví dụ về ảo ảnh lưới lấp lánh. Các chấm đen dường như xuất hiện và biến mất tại các nút giao

Ảo giác lưới lấp lánh là một ảo giác thị giác, được phát hình bởi E. Lingelbach vào năm 1994, thường được coi là một biến thể của ảo giác lưới Hermann.
Nó được xây dựng bằng cách chồng các hình tròn nhỏ màu tráng trắng trên các giao điểm của các thanh màu xám trực giao trên nền đen. Các chấm đen dường như xuất hiện và biến mất nhanh chóng tại các nút giao ngẫu nhiên, kiểu như "lấp lánh". Nếu một người cứ giữ mắt của mình nhình vào một giao điểm duy nhất, chấm đen sẽ không xuất hiện nữa. Các chấm đen sẽ biến mất nếu như nhìn quá gần hoặc quá xa hình ảnh.

## Sự khác biệt giữa ảo giác lưới lấp lánh và ảo giác lưới Hermann
Sự khác biệt giữa ảo giác lưới lấp lánh và ảo giác lưới Hermann là ảo giác lưới lấp lánh có dấu chấm đã được đặt tại các giao điểm, còn ảo giác Hermann thì không. Vì chúng rất giống nhau, hai tên này thường được sử dụng thay thế cho nhau. Nhưng ảo giác lưới lấp lánh không xảy ra với một giao điểm bị cô lập, như trong trường hợp của lưới Hermann; các quan sát cho thấy tối thiểu 3 × 3 khoảng cách đều nhau với các đĩa chồng được yêu cầu để tạo ra hiệu ứng. Yêu cầu này cho thấy sự tham gia của các quá trình toàn cầu của loại được đề xuất cho việc liên kết và nhóm các tính năng trong một hình ảnh, ngoài các quy trình địa phương.

## Lý thuyết
Hiệu ứng của cả hai ảo giác quang học thường được giải thích bởi một quá trình thần kinh được gọi là sự cản bên. Cường độ tại một điểm trong hệ thống thị giác không đơn giản là kết quả của một thụ thể đơn lẻ, mà là kết quả của một nhóm các thụ thể phản ứng với sự trình bày các kích thích trong cái được gọi là trường tiếp nhận.
Một tế bào hạch võng mạc bao quanh các đầu vào của một số cơ quan thụ cảm ánh sáng trên một khu vực võng mạc, khu vực trong không gian vật lý mà các thụ thể thụ thể phản ứng là "trường tiếp nhận" của tế bào hạch. Ở trung tâm của lĩnh vực tiếp nhận, các thụ thể quang học cá nhân kích thích tế bào hạch khi chúng phát hiện sự tăng độ sáng. Các cơ quan thụ cảm quang ở khu vực xung quanh ức chế tế bào hạch. Vì vậy, vì một điểm tại một giao lộ được bao quanh bởi cường độ cao hơn một điểm ở giữa một đường, giao lộ xuất hiện tối hơn do sự ức chế tăng lên.
Có bằng chứng mạnh mẽ rằng lý thuyết tế bào hạch hạch võng mạc là không thể phủ nhận. Ví dụ, làm cho các đường của lưới lượn sóng hơn là thẳng loại bỏ cả lưới Hermann và ảo giác lưới lấp lánh. Lý thuyết Baumgartner / RGC không dự đoán được kết quả này. Lý thuyết ức chế bên cũng không thể giải thích cho thực tế là ảo giác lưới Hermann được nhận thức trên một phạm vi chiều rộng thanh. Lý thuyết sự cản bên sẽ dự đoán rằng việc giảm kích thước của lưới điện (và do đó làm giảm lượng ức chế tại giao lộ) sẽ loại bỏ hiệu ứng ảo ảnh. Một giải thích khác là ảo giác là do các tế bào đơn giản loại S1 trong vỏ não thị giác.